# Дипломатія Галицько-Волинського князівства
Дипломатія Галицько-Волинського князівства продовжувала традиції дипломатії, які були закладені в період Київської Русі. Держава встановила тісні стосунки з сусідами, вона мала дипломатичні відносини з багатьма країнами Європи, Візантією та іншими східними країнами.

## Загальна характеристика
Важливим періодом української історії було об'єднання українських земель Галицько-Волинським князівством за князювання Романа (1199—1205) та Данила (1205—1264). Вони вели дуже обережну політику стосовно своїх сусідів, шукали добрих зв'язків з Угорщиною та Польщею, уклали договір з Литвою, яка почала виходити на історичну арену.

## Дипломатія Данила Галицького
Данило Галицький намагався нав'язати тісні стосунки з іншими сусідами, зокрема Австрією, підтримував контакти з польськими князями, проводив досить вдалу політику з литовськими князями, внаслідок якої Литва на короткий час опинилася під владою сина Данила — Шварна. Княжий двір Данила в Холмі став визначним культурно-дипломатичним осередком князівства, де складали літописи, приймали іноземних послів, відбувалися лицарські турніри, виступали співаки і музиканти. Панувала тут, властива західним королівським дворам, латинська мова. Зі смертю Данила Галицького Русь втратила одного з найвидатніших своїх державних мужів, талановитого, самовідданого, високоосвіченого володаря, який для звільнення своєї держави та звільнення від ярма татаро-монголів шукав підтримки на Заході.

## Особливості дипломатії в період Галицько-Волинського князівства
У добу Галицько-Волинського князівства дипломатія набула свого розквіту та впорядкування. Для ведення дипломатичних переговорів до чужоземних володарів висилалися спеціальні посольства, які інколи очолювали самі князі. Для здійснення дипломатичних місій активно використовували бояр, купців, духовних осіб. Для посольств від іноземних дворів влаштовувались урочисті прийоми в княжому Києві або в столицях галицько-волинських князів — Володимирі та Галичі. Для них виступали співаки та музиканти, проводилися лицарські турніри. За часів Данила Галицького в дипломатії панувала властива західним королівським дворам латинська мова.